# San Silvestre de Alsasua
La San Silvestre de Alsasua es una competición atlética celebrada anualmente durante la tarde Nochevieja en la localidad navarra de Alsasua.
Actualmente es la San Silvestre que cuenta con más ediciones de todas las que se celebran en la Comunidad Foral de Navarra y comparte protagonismo en la zona junto con otra prueba deportiva de San Silvestre que se realiza en bicicleta.

## Características
Junto con la San Silvestre de Pamplona, la San Silvestre de Tudela y la San Silvestre de Lerín, es una de las carreras en honor a San Silvestre más importantes en la Comunidad Foral de Navarra.

### Recorrido
El recorrido actualmente tiene una distancia que ronda los 4 a 5 kilómetros.

### Participación
La carrera ronda habitualmente una participación cercana a los 3 o 4 centenares de corredores, llegando incluso a la cifra de los 600 participantes en los últimos años.

### Coste de inscripción
El dorsal tiene no tiene precio ya que es gratuito.